# Edward G. Miller
Edward Godfrey Miller, Jr. (* 27. September 1911 in San Juan, Puerto Rico; † 15. April 1968 in New York City) war ein US-amerikanischer Rechtsanwalt und Diplomat, der unter anderem zwischen 1949 und 1952 Assistant Secretary of State for Inter-American Affairs im US-Außenministerium war.

## Leben
Edward Godfrey Miller, Jr., Sohn des auf Puerto Rico tätigen Ingenieurs für Zuckerfabrikation Edward Godfrey Miller und Nora Elizardi Miller, begann nach dem Besuch der St. Paul’s School in Concord 1929 ein grundständiges Studium an der Yale University und beendete dieses 1933 mit einem Bachelor of Arts (B.A.). Dort gehörten der spätere Bürgermeister von New York City Robert F. Wagner, Jr. sowie der spätere langjährige Richter am Bundesbezirksgericht für den Süden New Yorks (US District Court for the Southern District of New York) Charles Henry Tenney zu seinen Kommilitonen. Ein darauf folgendes postgraduales Studium der Rechtswissenschaften an der Harvard University schloss er 1936 mit einem Bachelor of Laws (LL.B.) ab. Nach seiner anwaltlichen Zulassung bei der Anwaltskammer von New York (New York Bar Association) begann er 1936 seine berufliche Laufbahn in der Anwaltskanzlei Sullivan & Cromwell, für die er zunächst bis 1941 tätig war.
1941 trat Miller in den Dienst des US-Außenministeriums und war dort bis 1942 stellvertretender Leiter des Referats für Kontrolle ausländischer Fonds sowie zwischen 1942 und 1943 Sonderassistent des US-Botschafters in Brasilien Jefferson Caffery, ehe er von 1944 bis 1946 Sonderassistent von Vize-Außenminister (United States Under Secretary of State) Joseph Clark Grew beziehungsweise dessen Nachfolger Dean Gooderham Acheson war. Während dieser Zeit war er 1944 Mitglied der US-Delegation bei der Bretton-Woods-Konferenz, bei der nach dem Zweiten Weltkrieg die internationale Währungsordnung mit Wechselkursbandbreiten neu geschaffen wurde, sowie 1945 bei der Konferenz von San Francisco, bei der die Charta der Vereinten Nationen erarbeitet wurde. Daneben engagierte er sich für den Council on Foreign Relations.
Nachdem Edward G. Miller zwischen 1947 und 1949 erstmals Partner der Anwaltskanzlei Sullivan & Cromwell, wurde er am 28. Juni 1949 als Nachfolger von Spruille Braden Leiter der Unterabteilung Interamerikanische Angelegenheiten (Assistant Secretary of State for Inter-American Affairs) im US-Außenministerium, das zu dieser Zeit von Außenminister Dean Acheson geleitet wurde. Er bekleidete dieses Amt bis zum 31. Dezember 1952, ehe John Moors Cabot am 3. März 1953 diese Aufgabe übernahm. Im Anschluss war er von 1953 bis 1958 erneut Partner von Sullivan & Cromwell sowie zwischen 1958 und 1960 Partner der Investmentbank Lazard Freres & Company. Im Anschluss war er von 1960 bis 1964 Partner der Anwaltskanzlei Paul, Weiss, Rifkind, Wharton & Garrison sowie zuletzt zwischen 1967 und seinem Tode 1968 Berater der Anwaltskanzlei Curtis, Mallet-Prevost, Colt & Mosle.
Aus seiner am 3. Februar 1939 geschlossenen und 1967 geschiedenen Ehe mit Carol H. Prichitt gingen zwei Töchter hervor. Für seine langjährigen Verdienste wurde er mehrfach ausgezeichnet und erhielt unter anderem den Nationalen Orden vom Kreuz des Südens von Brasilien, das Großkreuz des Orden von Boyacá von Kolumbien, das Großkreuz des kolumbianischen Orden von San Carlos, den Orden von Rubén Darío von Nicaragua sowie den Nationalen Ehren- und Verdienstorden von Haiti.